# 센추리 (보드 게임)
센추리: 향신료의 길(영어: Century: Spice Road)은 2017년 플랜 B 게임스에서 출시한 보드 게임이다. 대한민국에서는 만두게임즈가 지맨 게임즈를 통하여 출시했다. 게임 디자이너는 에머슨 마츠우치이며, 인원은 2~5인이나 2~4명, 시간은 30~45분, 적정 연령은 14세 이상이다. 게임의 테마는 15세기의 향신료 무역으로, 참여자들은 색색의 큐브로 나타낸 향신료를 사고팔며 점수를 얻기 위해 경쟁한다.